# روي توماس (رسام)
روي توماس هو رسام كندي، ولد في 1949 في Greenstone, Ontario ‏ في كندا، وتوفي في 13 نوفمبر 2004 في ثاندر باي في كندا.